# Сизаль

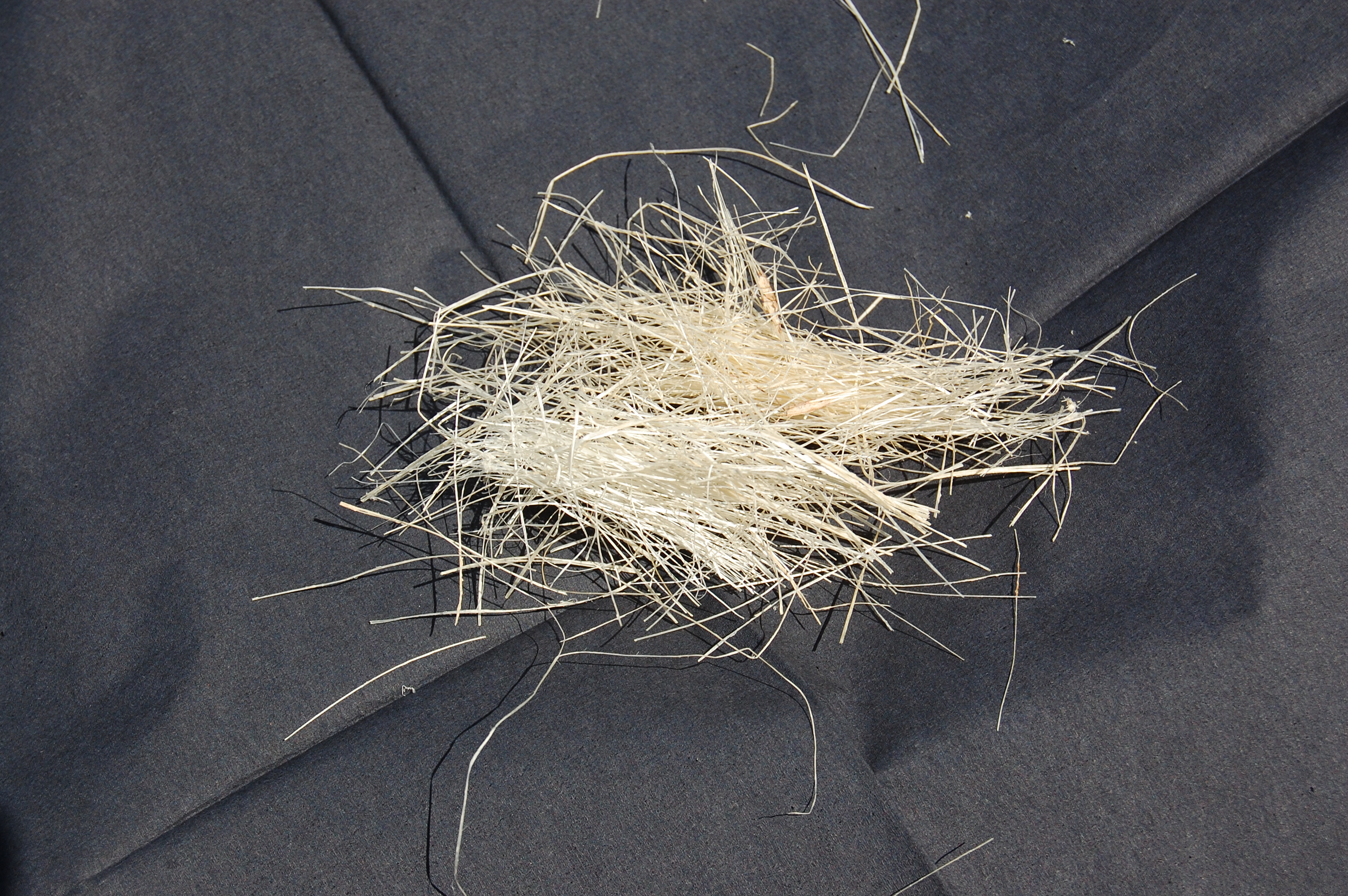

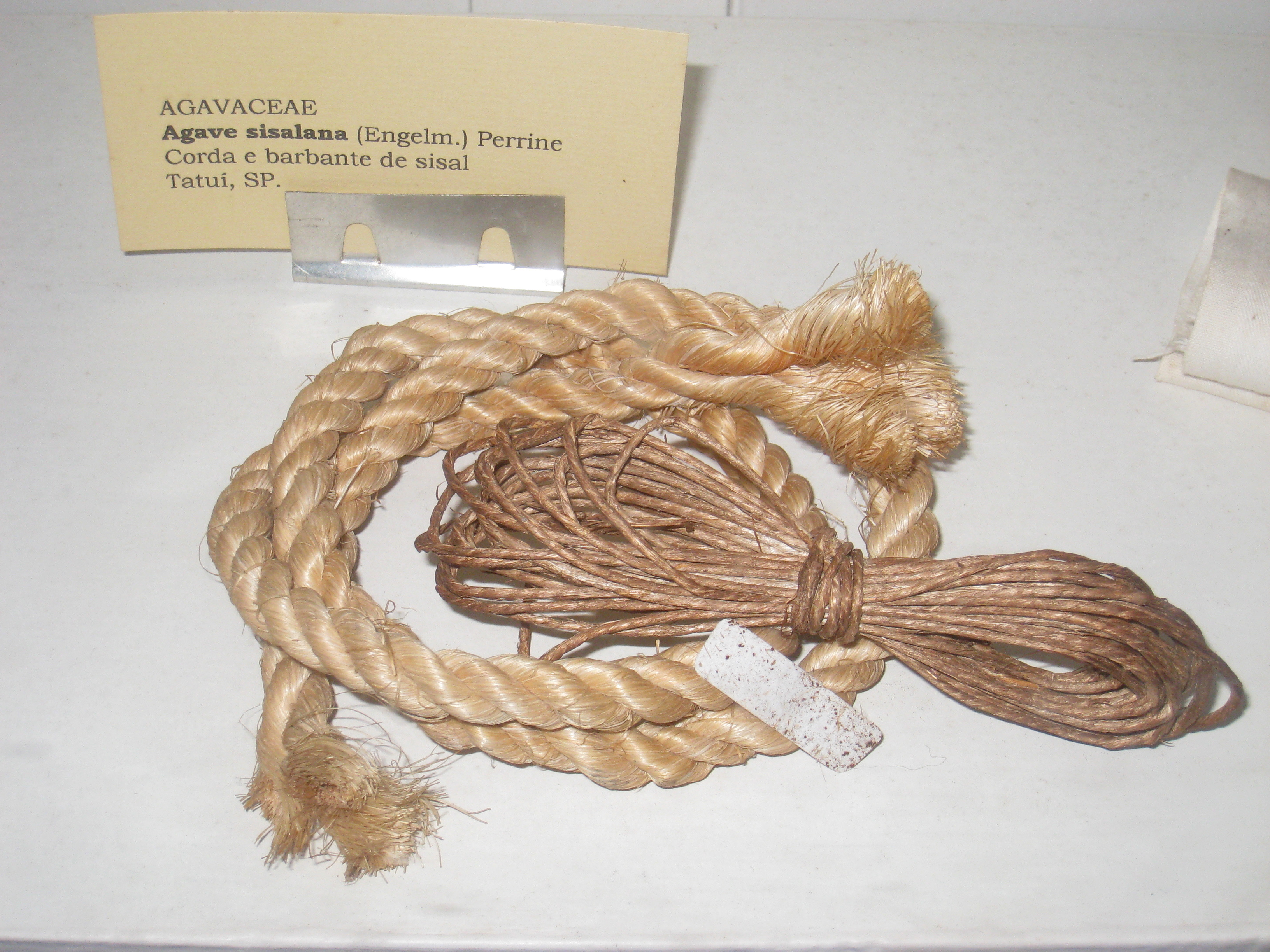

Сизаль — натуральне грубе волокно, що отримують з листя агави сизальської або хенекена з роду Агава; іноді сизалем називають і саму рослину.
Волокна виділяють зі свіжого листя, як правило без застосування спеціальної обробки. Декортикаційні машини мнуть і розчавлюють листя, при цьому відділяється волокно, яке потім промивають, сушать на сонці і обробляють щітками. Склад волокон: целюлоза (55-65 %), лігнін (10-20 %), геміцелюлоза (10-15 %), пектин (2-4 %). Елементарні волокна блискучі, жовтуватого кольору. Йде на виготовлення канатів, всіляких сіток, шпагату, пакувальних (тарних) тканин, класичних мішеней для дартсу, матраців, мочалок, щіток тощо.

## Історія
В XVI столітті до Іспанії з Південної Америки прибули кораблі з дуже міцними канатами, а оскільки назва рослини морякам не була відома, то канати і мотузки, що виходять з волокна, стали іменувати «сизаль» (за назвою мексиканського порту Сисаль). Культуру агави, вивезена в колоніальну епоху з Центральної Америки, поширилася в тропічних країнах.
Після появи сталевих канатів і тросів (виготовлених зі сталевого дроту) використання канатів з рослинних волокон на кораблях почали скорочувати, але навіть наприкінці XIX століття волокна агави зберігали важливе господарське значення (за станом на початок 1890-х років Мексика експортувала це волокно в країни Європи, де воно використовувалося як замінник щетини і кінського волосу). Надалі, через поширення синтетичних волокон і штучних тканин у другій половині XX століття, значення сизалю знизилося і його виробництво стало зменшуватися.
У США сизаль вирощували на Гавайських островах.
Перше місце з виробництва займає Бразилія, на другому — Танзанія.
| Найбільші виробники (2016) | Найбільші виробники (2016) | Найбільші виробники (2016) |
| Країна                     | Виробництво (тонн)         |                            |
| -------------------------- | -------------------------- | -------------------------- |
| Бразилія                   | 180 938                    |                            |
| Танзанія                   | 33 826                     |                            |
| Кенія                      | 23 390                     |                            |
| Мадагаскар                 | 17 816                     |                            |
| Мексика                    | 12 371                     |                            |
| КНР                        | 12 058                     |                            |
| Гаїті                      | 10 652                     |                            |
| Увесь світ                 | 298 498                    |                            |

Світове виробництво сизалю за роками, тис. тонн.